# Volvera
Volvera is een gemeente in de Italiaanse provincie Turijn (regio Piëmont) en telt 7782 inwoners (31-12-2004). De oppervlakte bedraagt 20,9 km², de bevolkingsdichtheid is 372 inwoners per km².
De volgende frazioni maken deel uit van de gemeente: Baruta, Panealba, Gerbole-Zucche, Gerbole-Alte.

## Demografie
Volvera telt ongeveer 2880 huishoudens. Het aantal inwoners steeg in de periode 1991-2001 met 1,0% volgens cijfers uit de tienjaarlijkse volkstellingen van ISTAT.
| Jaar | Inwoneraantal |
| ---- | ------------- |
| 1991 | 6894          |
| 2001 | 6966          |

## Geografie
De gemeente ligt op ongeveer 251 m boven zeeniveau.
Volvera grenst aan de volgende gemeenten: Rivalta di Torino, Orbassano, Piossasco, Cumiana, None, Airasca.